# Аланія (місто)

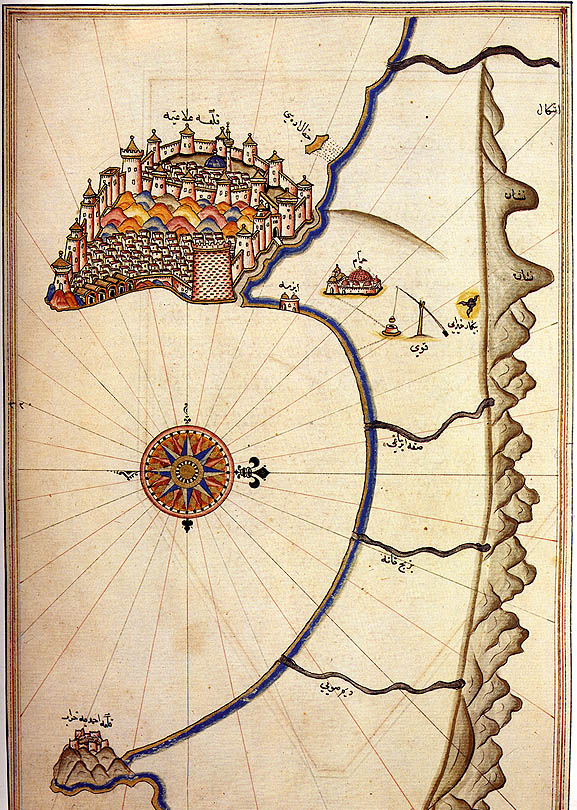
Карта Аланії Пірі Реїс (1525)

Карта Фортеці Аланія

Аланія (тур. Alanya) — місто в Туреччині за 120 км на південь від Анталії, великий морський порт та курорт. Аланія складається з 10 районів: Оба, Махмутлар, Каргіджак, Авсаллар, Джікджіллі, Демірташ, Конакли, Кестель, Тосмур, Аланія-Центр.
Постійне населення міста становить трохи більше ніж 100 тис. осіб, проте в літньо-осінній сезон фактичне населення в кілька разів більше через великий наплив туристів.

## Клімат
Завдяки теплому Середземному морю, дуже великій кількості сонячного світла, а також Таврським горам, які захищають від північних холодних вітрів, Аланія — одне з найспекотніших міст Туреччини. Середньорічна температура становить +20 °C (для порівняння, середньорічна температура Анталії — +17 °С, Ніцци — +16 °C). Клімат Аланії класифікується як субтропічний середземноморський.
Зима відносно прохолодна, вітряна й дощова, а літо дуже спекотне, сухе і тривале. Вологість повітря, як і практично у всій провінції Анталія, досить висока, і майже цілий рік становить 55-65 %. Найтеплішим місяцем є серпень, влітку опади бувають рідко.
Завдяки такому клімату в Аланії можна культивувати рослини, які в дикому вигляді ростуть тільки в субекваторіальному та/або екваторіальному кліматі.

## Історія
Поселення людини на території сучасної Аланії відомі з пізнього палеоліту. Перші капітальні споруди, відомі нині в околицях міста, належать до епох Хеттського царства та імперії Ахеменідів.
До початку елліністичного періоду Аланія, відома тоді під грецькою назвою Коракесіон (дав.-гр. Κορακησιον, походить від лувійського слова, яке означає «тягнеться в море», тобто півострів, мис), вже була великим і розвиненим містом. Входження в імперію Олександра Македонського прискорило темпи розвитку й розширення.
Протягом останніх століть до нашої ери і початку нашої ери місто неодноразово переходило з рук в руки, ставши свідком існування і зникнення кількох царств. У порту Коракесіон влаштувалися Кілікійські пірати, які тероризували все південне узбережжя Анатолії.
Римська республіка, що прагнула поширити свій вплив на Схід, поклала край домінуванню піратів. Римський Сенат озброїв Гнея Помпея флотом з 120 тисяч солдатів, які майже два місяці очищали все Mare Nostrum від піратів. Вирішальна битва з піратами відбулося перед Коракесіоном у 67 році до н. е. Потім Марк Антоній подарував це місто і всю Кілікію Клеопатрі, яка використовувала місцеві кедрові ліси для кораблебудування.
Після закінчення римської епохи почався майже тисячолітній період історії міста в складі Візантії. Назва «Коракесіон» змінилася на «Калонорос» (дав.-гр. Καλονόρος — «прекрасна гора»).
У VII столітті місто неодноразово піддавалося набігам арабів, в тому числі кілька разів було захоплене. Антична фортеця була перебудована і значно посилена.
В XI столітті після IV хрестового походу Калонорос переходить від Візантії до вірменської Кілікії
У XII—XIII століттях на тлі постійної боротьби християн і мусульман місто знову постійно переходить з рук в руки. До XIII століття сельджуки завойовують Калонорос остаточно і перейменовують в Алай на честь сельджуцького султана Ала ад-Діна Кей-Кубада.
Під час царювання Кей-Кубада місто досягає свого розквіту. При ньому була побудована Червона вежа — яскравий приклад сельджуцької архітектури, значна частина нової фортеці (збереглася до наших днів), судноверф та кілька мечетей, зокрема, названа на його честь. У 1293—1471 роках Алай був центром самостійного бейлику Караманідів.
Завдяки своїй близькості до сельджукської столиці Коньї, Алай перевершив Анталію як торговий і військовий порт. В кінці XV століття, у перехідну епоху між сельджукським і османським пануванням, місто перейшло до османів. На міських верфях будувалися військові кораблі османських завойовників, що курсували по Середземному морю.
Протягом османської епохи Алай неодноразово ставав ареною морських битв і облог, був найважливішим торговим портом, військовою базою і перевалочним пунктом. З розпадом Османської імперії, за результатами визвольної війни під керівництвом Кемаля Ататюрка, Алай увійшов до складу Туреччини.
У 1935 році місто отримує сучасну назву — Аланія.

## Визначні пам'ятки
- Візантійська фортеця ХІІІ ст. Стародавні зубчасті стіни фортеці Аланії підносяться на 250  м над рівнем моря та тягнулися протягом 6,5  км. Фортеця була побудована сельджуками в 1221 р., мала 83 бастіони і 140 веж, а також близько 400 цистерн для постачання водою міста.
- Кизил Куле (Червона Вежа)
- Сталактитова печера Дамлаташ
- Судноверф
- Пам'ятник Ататюрку і турецьким піонерам
- Пам'ятник Ала-Ад-Діну Кейкубада
- «Пляж Клеопатри»
- Археологічний музей Аланії з рідкісними підлоговими мозаїками 2 ст.н. е.
- Будинок-музей Ататюрка
- Річка Дим Чай і печера Дим
- Середньовічний караван-сарай Аларахан, побудований у VIII віці (район Авсаллар)

## Туризм
Перший мотель був побудований в 1958  р.,що вважається першим роком туристичної індустрії в Аланії. У 2007  р. було вже 157000 готельних місць. Багато туристів, особливо скандинави, німці, росіяни, українці та голландці, регулярно відпочивають в Аланії. Їх приваблюють у цей район ціни на нерухомість, тепла погода, піщані пляжі, доступ до історичних місць Анталії, смачна кухня.

## Галерея

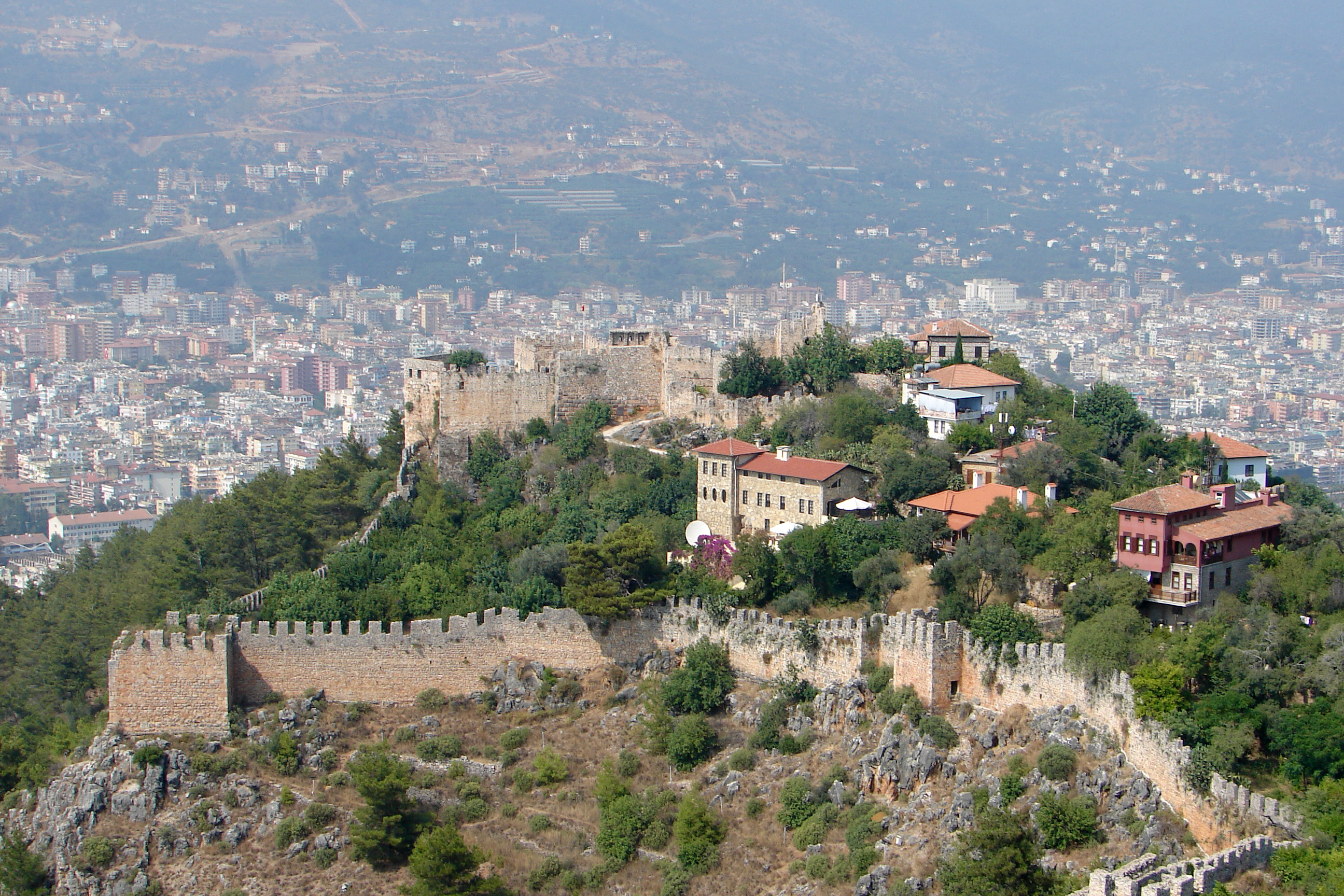
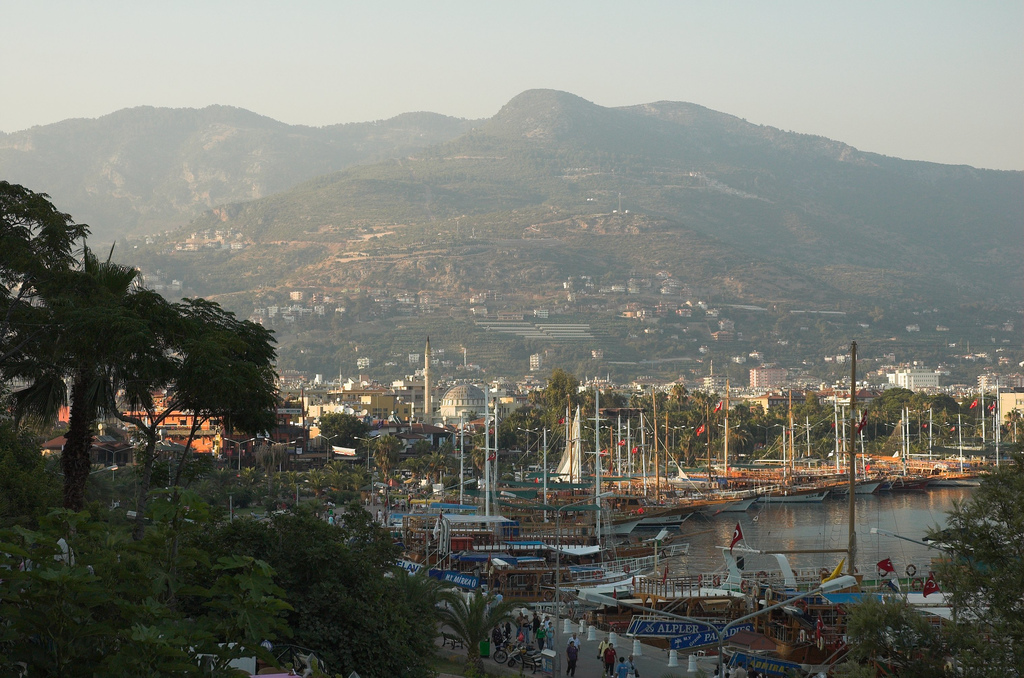
Порт Аланія
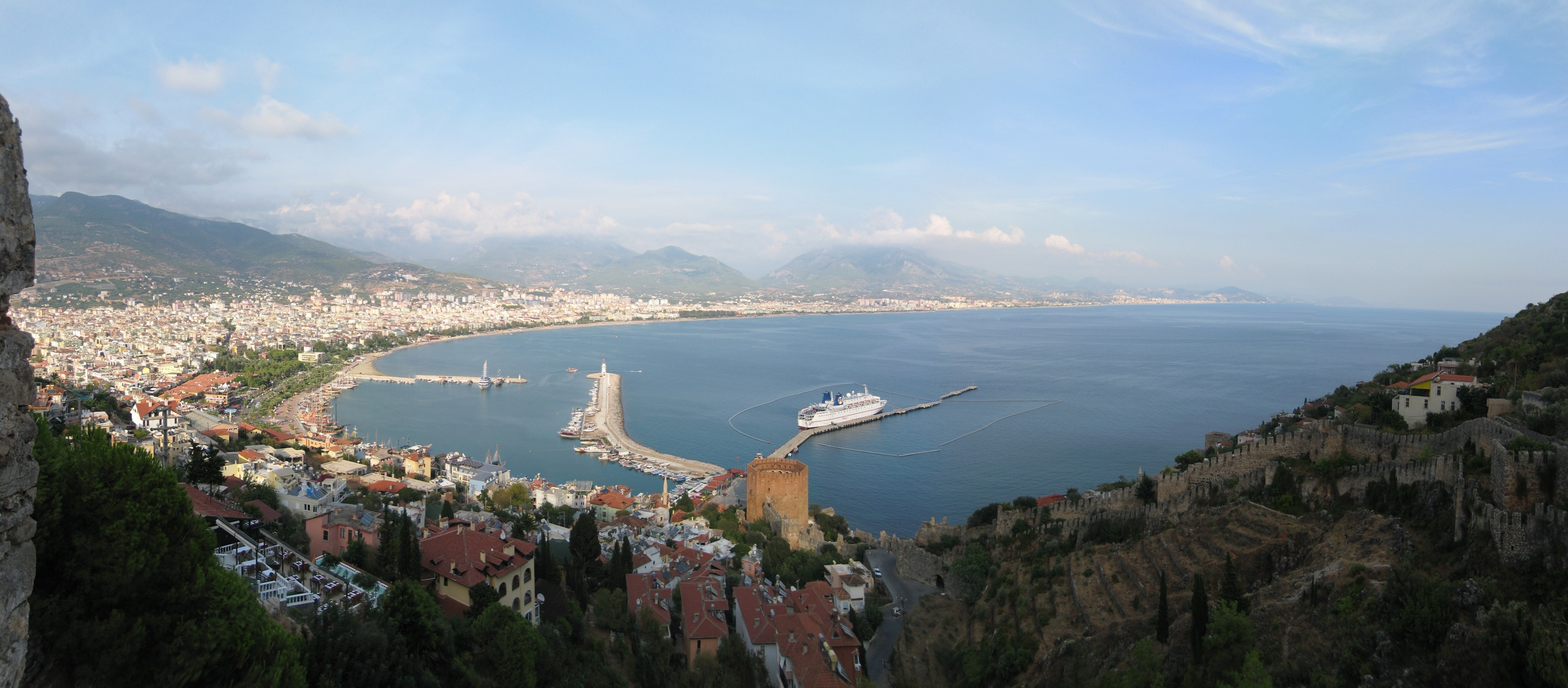
Панорама Аланії
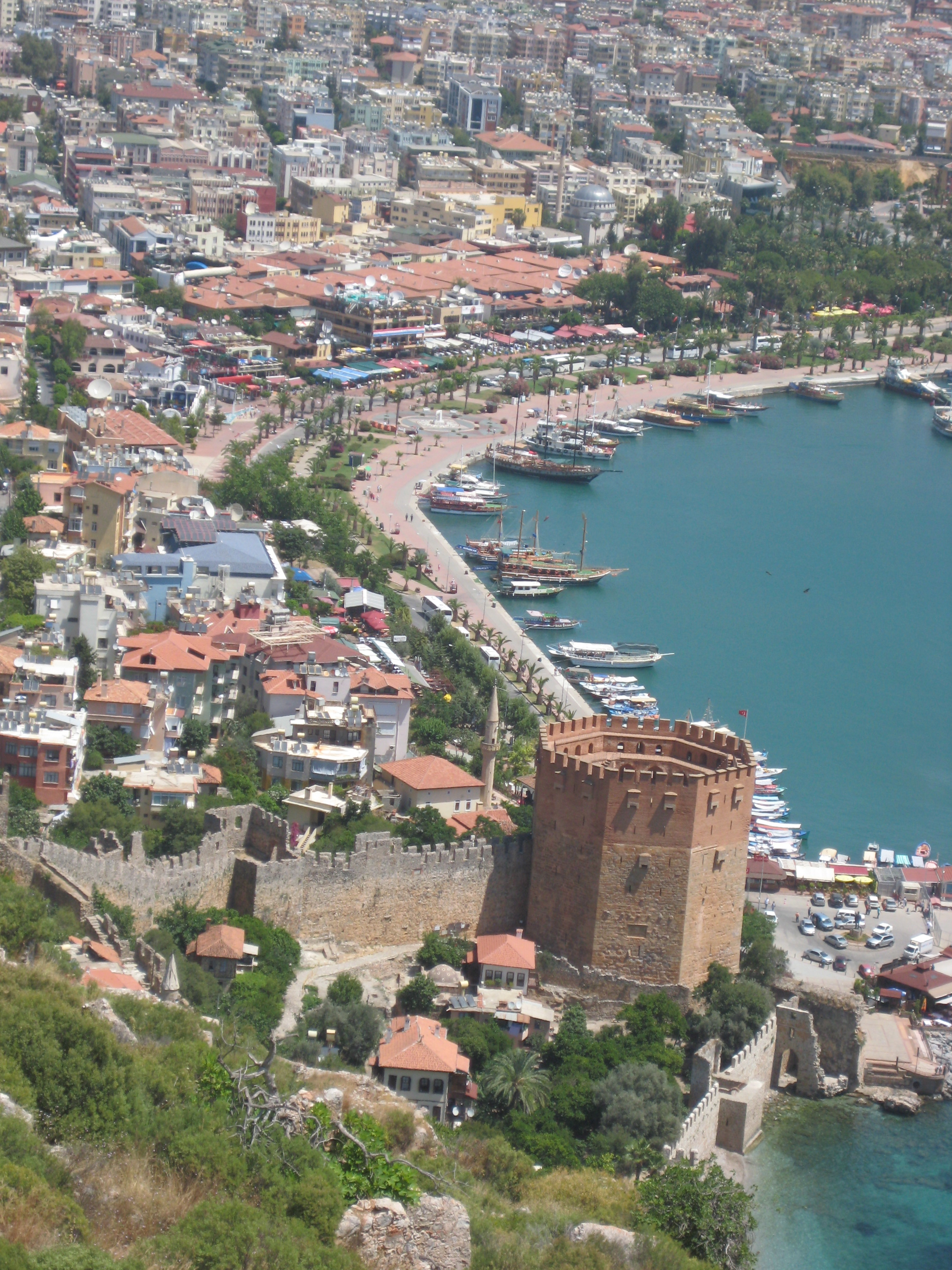
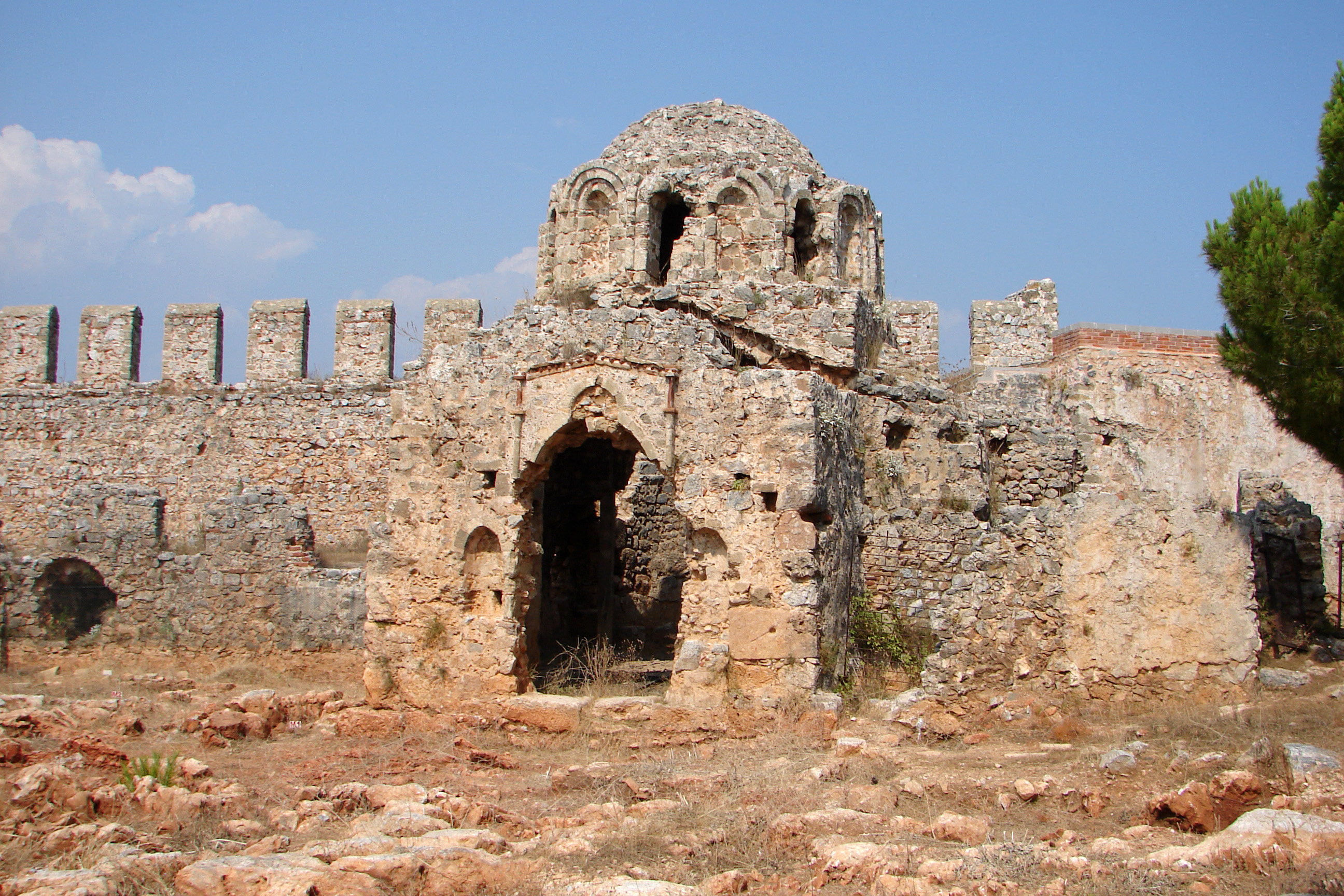
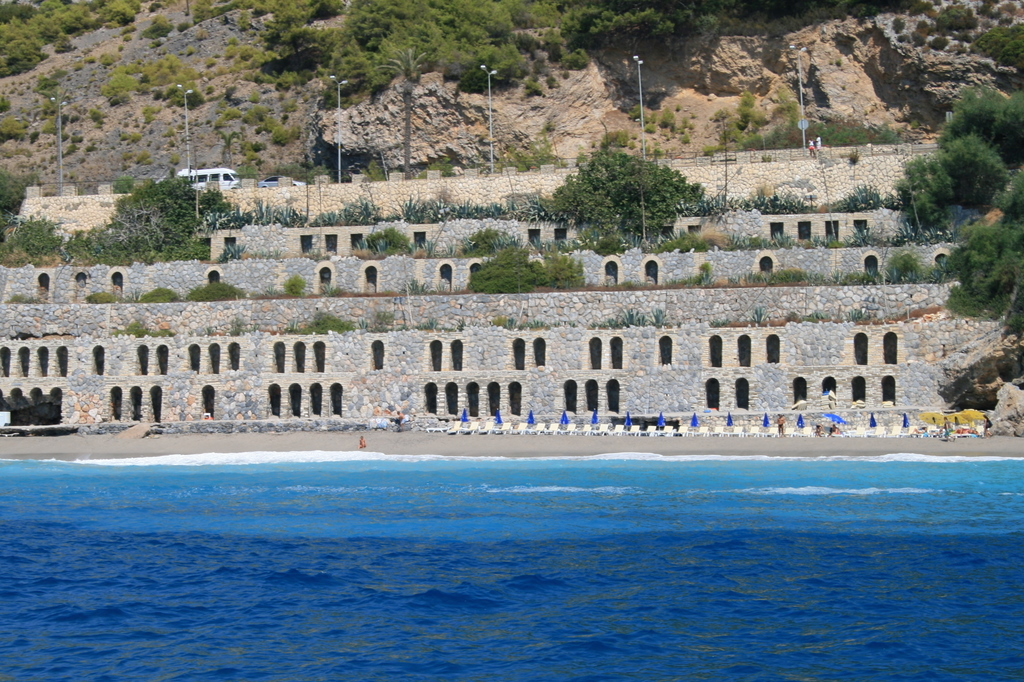
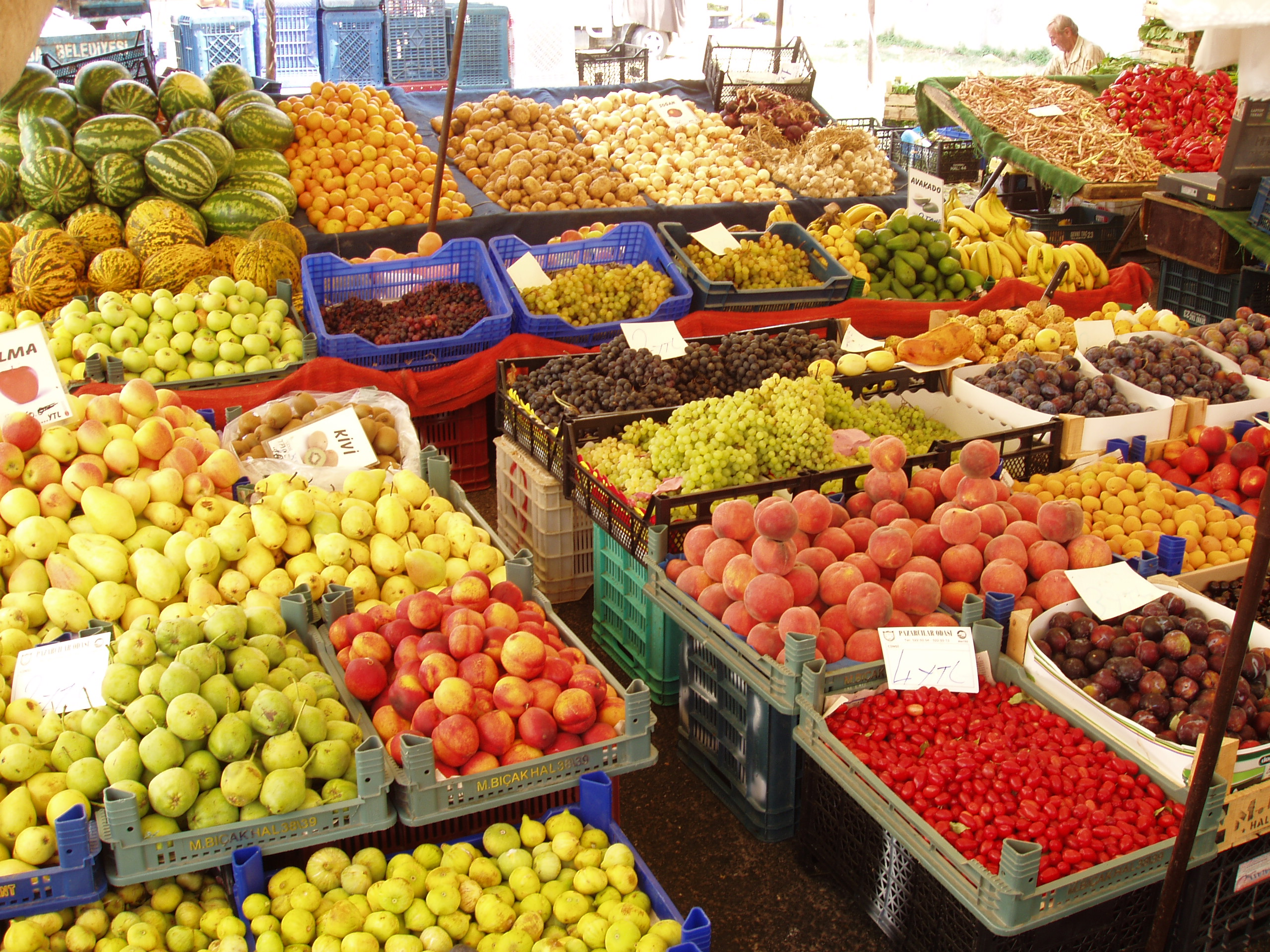
Фруктовий базар в Аланії
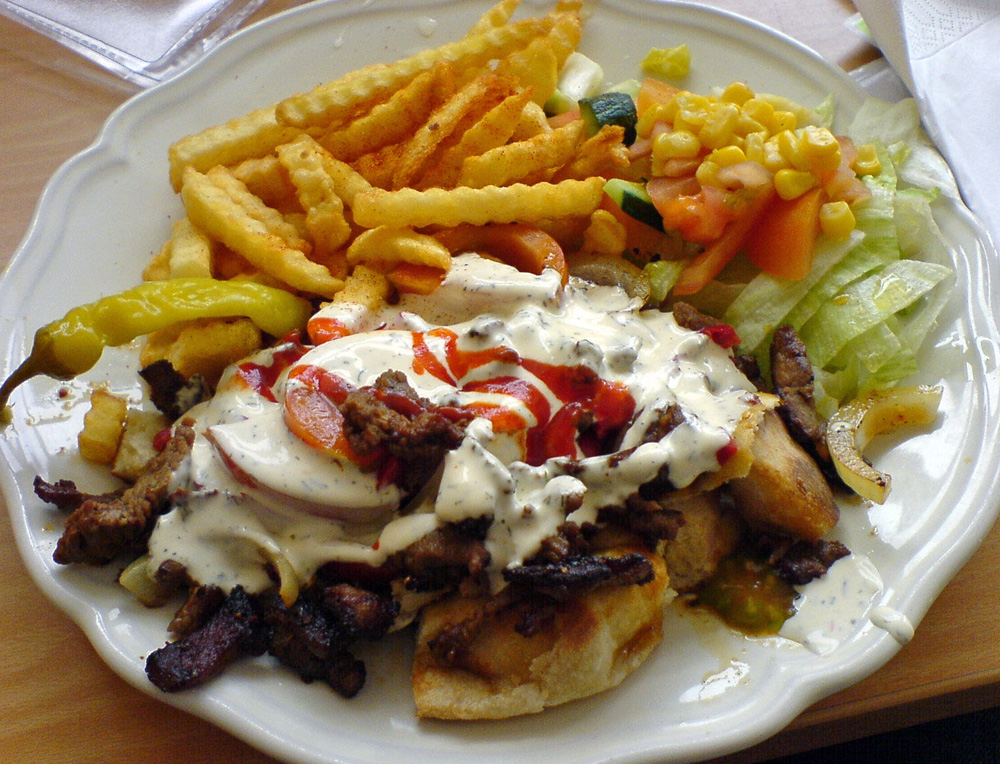
Аланійський кебаб
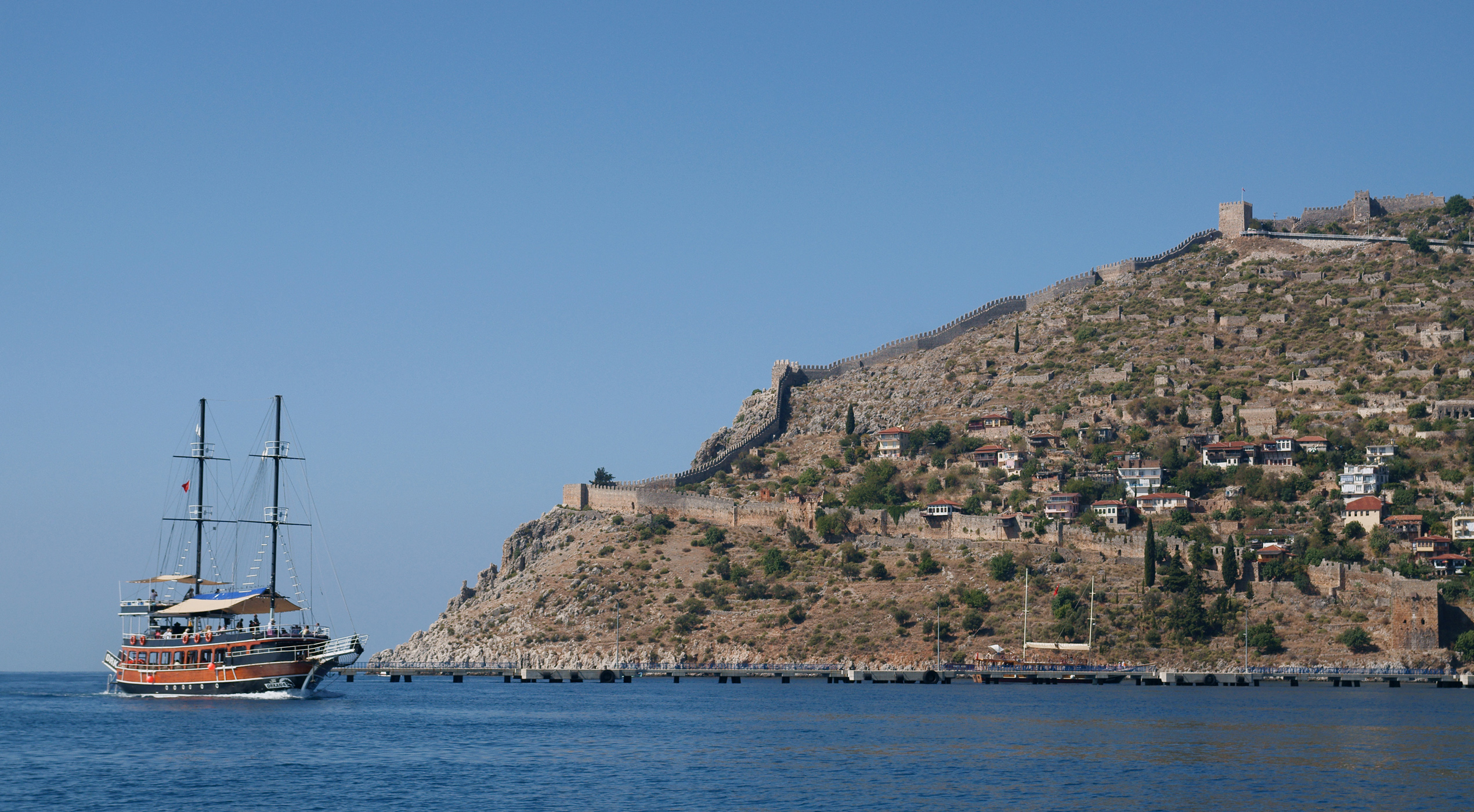
Корабель на Аланію